# Requiem (Dungeons and Dragons)
Requiem é o episódio final não-produzido da terceira temporada da série animada Dungeons and Dragons (Caverna do Dragão no Brasil). Foi escrito pelo roteirista Michael Reaves. Devido ao cancelamento da série no meio da terceira temporada, o episódio nunca chegou a ser produzido oficialmente, embora seu roteiro tenha sido encomendado e escrito.

## Boato
Por não haver, como era de costume na época, um episódio final da série com as crianças voltando pra casa, perto do fim dos anos 90 espalhou-se um boato no Brasil de que um episódio final existiria mas apenas nunca teria sido exibido fora dos Estados Unidos. O boato envolvia as crianças descobrirem que teriam morrido no acidente da montanha-russa, que aquele mundo em que estavam seria o Inferno, que o Vingador e o Mestre dos Magos seriam a mesma pessoa (um demônio disfarçado, apenas jogando com os sentimentos dos heróis), e que até mesmo a unicórnio Uni era um tipo de diabrete que ajudaria o tal demônio a impedir as crianças de voltarem para casa.
Sobre esse boato, Michael Reaves, um dos roteiristas da série, afirmou:

## Divulgação
Por volta do ano 2000, ao tomar conhecimento do boato descrito acima, Reaves publicou o roteiro "perdido" em seu site pessoal, como forma tanto de desmentir o boato, quanto de entregar aos fãs algo próximo de um fechamento para a história da série. O episódio relata os acontecimentos finais da jornada dos seis garotos, que recebiam enfim a possibilidade de escolherem voltar para casa, mas deixava a decisão em aberto para permitir uma possível quarta temporada da série, conforme lhe tinha sido requisitado à época. Esse roteiro a partir de então passou a ser considerado por muitos fãs como cânônico e o final oficial da série.
Na ocasião, Michael Reaves disse:

## Adaptações
Em 2006, o roteiro em questão foi lançado como um áudio-drama num lançamento em DVD da série, sendo essa a forma mais próxima de um lançamento oficial que o episódio recebeu, até o momento.
Em 2010, o cartunista brasileiro Reinaldo Rocha publicou uma versão não oficial em quadrinhos baseada no roteiro, que ele fez enquanto esteve hospitalizado ao longo de 2009.
Em 2020, os fãs norte-americanos Ryan Nead e Marshall Hubbard lançaram no YouTube uma animação também baseada no roteiro, mas descartando o "final em aberto" do roteiro original, com os dois últimos minutos dando um final definitivo à serie, e sendo esse pequeno trecho não-canônico. O episódio foi feito reutilizando gráficos e animações dos episódios existentes da própria série e as vozes do áudio-drama de 2006.
No ano seguinte, devido ao sucesso do vídeo no Brasil, Ryan se juntou a fãs brasileiros e lançou, no mesmo canal, uma versão dublada em português brasileiro, com textos traduzidos nas cenas e melhorias na trilha sonora.

## Enredo

### O abandono do Mestre dos Magos
O Mestre dos Magos e o Vingador se encontram sozinhos e o vilão propõe um desafio: ele deseja ver o quanto os pupilos do Mestre são poderosos caso o seu mentor lhes abandonasse, oferecendo, em caso de vitória dos garotos, a liberdade para voltar ao lar deles, porém, a destruição deles se houvesse fracasso. O Mestre, confiando em seus alunos, aceita a proposta.
Mais tarde, os heróis se veem  em uma grande batalha pelas suas vidas contra uma espécie de Hidra, um monstro gigantesco com sete cabeças. A desvantagem é grande para os garotos. Mas, para o alívio deles, eis que surge seu mentor, o Mestre dos Magos. Porém, este se recusa a ajudá-los e os abandona. Então, o líder Hank lidera uma escapada do grupo através de um pântano que consegue escapar da criatura ao atraí-la para um lago de águas pegajosas e a prendendo.

### A proposta do Vingador
Os heróis continuam a discutir sobre a surpreendente atitude do seu Mestre. Eric diz que todo aquele Reino é uma prisão e eles são os prisioneiros. E, depois de certo tempo, aparece para eles o Vingador, dizendo que o Mestre dos Magos era o verdadeiro vilão por trás de tudo, e questionou as crianças se não haviam percebido que todos os enigmas e conselhos do Mestre dos Magos sempre os haviam levado a problemas e nunca de volta para o mundo deles. Então, o vilão lhes ofereceu uma proposta: se fossem capazes de cumprir uma tarefa, que consistia em chegar a um cenotáfio nos Limites do Reino e lançar uma determinada chave em um abismo infinito que lá está, ele os mandaria para casa. Em seguida desaparece.

### A divisão dos amigos
As crianças então discutem e dividem-se em dois grupos: Eric, Sheila e Presto não se importam com quem seja o responsável por levá-los para casa, já que foram abandonados pelo Mestre dos Magos e acreditam na palavra do Vingador. Eles deixam Hank, Bobby, Diana e Uni (que discordaram de confiar no Vingador) para trás. O grupo de Eric consegue encontrar um velho barco de madeira e, com a ajuda da magia de Presto, o faz voar. Enquanto isso, a equipe de Hank encontra um dragão amigável e o utiliza como transporte para chegar aos Limites do Reino antes de Eric e os outros, a fim de impedi-los de obedecer ao Vingador, pois Hank tinha em mente que tudo não passava de uma armadilha do vilão. Hank dispara flechas contra o barco de Eric para fazê-los parar. Um dos seus tiros acaba atingindo um vulcão que entra em erupção, fazendo sua lava atingir o barco de Eric, que cai em meio às chamas, para desespero de Hank e dos outros, que escapam por pouco das explosões.

### Reencontro atribulado
Desolados com a perda de seus companheiros, Hank e seu grupo concluem que não têm outra opção senão seguir em frente para os Limites do Reino. Em outro lugar, é mostrado que a equipe de Eric sobreviveu à queda da embarcação graças à magia de Presto, mas estes também imaginam que perderam seus amigos na erupção do vulcão. Eric decide continuar nem que seja só para mandar Sheila e Presto para casa.
Nos Limites do Reino, novamente Vingador e Mestre dos Magos se encontram, aguardando a chegada dos garotos. O Vingador se mostra confiante na vitória, pois o cumprimento da tarefa pelos meninos significaria a vitória para o vilão e a destruição para os garotos, de acordo com a aposta feita com o Mestre dos Magos, mas este ainda crê eles triunfarão.

### A luta final
Na entrada para o cenotáfio, os dois grupos acabam se reencontrando, com muita alegria por todos continuarem vivos, mas logo discutem e se dividem novamente, pois todos continuam com as mesmas intenções. A equipe de Eric consegue despistar o grupo de Hank e entrar no cenotáfio a fim de completar a missão dada pelo Vingador. Mas, lá dentro, todos são atacados por uma criatura ameboide gigante e entram em trégua para enfrentá-la. Bobby com seu tacape consegue derrubar as paredes de uma passagem e soterrá-la escada abaixo, mas com isso o grupo fica sem ter mais como sair do local. Mais adiante, num salão, com aspecto de uma catedral onde aconteceria o desfecho final da luta, o Vingador e o Mestre dos Magos aguardam a chegada dos meninos. Há no lugar uma parede destruída que fica aberta ao abismo infinito citado pelo Vingador e um sarcófago no meio do salão. O Vingador olha com desprezo para a figura esculpida de uma pessoa de nobre aparência na tampa do sarcófago. Eles deixam o local quando as crianças chegam.
Sheila encontra uma fechadura no local. Os outros olham para o sarcófago e, ao avistarem o desenho esculpido na tampa, concluem que, exceto pelos detalhes da aparência diabólica, a nobre pessoa é o Vingador. Mesmo não compreendendo o significado daquilo, abrem o sarcófago e lá encontram a chave. Eric tenta atirá-la no abismo ao lado, mas novamente é impedido por Hank. Nessa hora, a ameba gigante retorna e captura os jovens, com exceção de Hank e Eric, que lutam pela chave.
Hank ganha tempo e diz a Eric que ele (Eric) tinha razão quando disse que o mundo em que eles estão é uma prisão e diz que todos, até mesmo o Vingador, são prisioneiros e que essa que eles seguravam era a chave da prisão. As palavras de Hank surtem algum efeito em Eric, mas nessa mesma hora um dos ataques do tacape de Bobby consegue atordoar o monstro, só que faz efeito também em Hank, que acaba caindo através da parede aberta para o abismo.
Nesse momento, surge então o próprio Vingador e ordena a Eric que lance logo a chave ao abismo, ou ele nunca voltará para casa. Mas surpreendentemente, Eric, em vez de obedecer ao vilão, dá crédito às palavras de Hank e corre em direção à fechadura encontrada por Sheila. O Vingador, furioso, tenta impedi-lo com seus raios, mas é atrapalhado pela própria criatura ameboide, que prende seus braços, permitindo assim a Eric conseguir colocar a chave na fechadura, abrindo uma espécie de porta. Do interior dela saem inúmeros feixes de luz, fazendo a criatura sumir e engolindo o Vingador completamente em luz, que dá um grito de temor.

### A redenção do Vingador
Os feixes de luz se espalham por todo o Reino, abrindo portais próximos a várias criaturas, que entram pelos portais e abandonam o Reino a caminho de suas casas. Os raios de luz também atingem o covil do Vingador, que é completamente destruído. De volta ao cenotáfio, as crianças correm até a parede quebrada em busca de Hank e descobrem que o líder havia sobrevivido quando se agarrou a uma rocha à borda do abismo.
Ajudado pelo bastão de Diana, Hank consegue subir de volta e percebe, então, o Vingador, ainda coberto de luz, tendo seu corpo transformado na figura do nobre homem antes visto na tampa do sarcófago. Hank conclui que estava certo quando apostou que a missão deles no Reino (ou, na Caverna do Dragão) era redimir o Vingador e não o derrotar. Logo, surge o Mestre dos Magos, a quem o redimido Vingador chama de pai. O Mestre agradece aos garotos e lhes diz que eles tinham feito o que ele nunca teve poder para fazer: trazer o seu filho de volta. Todos se surpreendem com a declaração de que o Vingador é o filho do Mestre dos Magos. O Vingador diz que as luzes que os garotos haviam libertado quando abriram a porta faziam parte de toda a bondade que o seu pai lhe havia dado e que ele havia aprisionado lá há milhares de anos quando decidiu seguir outro mestre, que Hank logo entende que era "O Sem Nome" (no original, The Nameless One, apresentado no episódio 22 O Portal do Amanhecer).
Então, o Mestre dos Magos puxa um último raio de luz da porta e assim faz aparecer um portal para o mundo dos garotos, dizendo que eles estavam livres para voltarem para casa ou, se quisessem, continuarem no Reino, onde ainda haveria muitas aventuras a serem vividas e muito mal a ser enfrentado. A cena termina com as crianças e Uni felizes em frente ao portal, prestes a tomarem sua decisão, com a câmera se afastando da sala e dos Limites do Reino, e cada vez mais além das nuvens, até mostrar uma vista de todo o Reino de Caverna do Dragão.

### As decisões das crianças (não-canônico)
Na versão animada de 2020 criada por fãs, foi imaginada uma continuação após o momento em que o Mestre dos Magos dá aos jovens a opção de ficar no Reino ou de voltar para casa. Todos decidem voltar, exceto Presto. Ele se justifica dizendo que deseja se tornar um mago de verdade e para isso conta com a ajuda do Vingador, lembrando-o que ele lhe prometeu ensinar magia quando estava transformado no mago Merlin (no episódio 1 A Noite Sem Amanhã). O Vingador concorda. As outras crianças deixam Uni aos cuidados de Presto e seguem para o portal. Logo antes de sumirem pela passagem, Sheila deixa um recado: "Diga a ela que dissemos 'oi'.", indicando que tinha entendido o outro motivo de Presto querer ficar.
Com um brilho, Presto, Uni, o Mestre dos Magos e o Vingador aparecem numa montanha próximos a uma pequena vila. Presto percebe ao longe sua amada Varla (apresentada no episódio 19 A Última Ilusão), que também o percebe de longe e abre um sorriso. E, com um pequeno incentivo do Vingador, Uni e ele correm felizes ao encontro dela. O Mestre dos Magos encerra o episódio dizendo para Presto, ao longe: "Mago, enfim está em casa" (fala exclusiva da versão brasileira), olhando em seguida com ternura para seu filho redimido.
Durante os créditos finais, o parque de diversões é mostrado da direita para a esquerda, ao contrário dos episódios normais da série, terminando na saída da montanha russa que levou os garotos ao Reino e mostrando um portal aberto com as silhuetas das cinco crianças que enfim retornaram para o seu mundo. Numa pequena cena pós-créditos, aparece uma placa semelhante a uma exibida no primeiro episódio, aqui apontando o "caminho para o castelo de Presto", o que indica que após algum tempo ele foi bem-sucedido como mago.